# 月见草
月见草（学名：Oenothera biennis）为柳叶菜科月见草属下的一个种。原产于北美洲的东部和中部，分布范围从纽芬兰岛西部到艾伯塔省，东南到佛罗里达州，西南到德克萨斯州，并且在其他温带和亚热带地区广泛归化。

## 生態學
這種植物是一種雜草種類，偏好受干擾的環境。它已引進並在除南极洲以外的所有大陸上建立了種群。
該植物的種子是多種鳥類的重要食物來源，包括北美金翅雀、山齒鶉和哀鸽。此外，这两种蛾類——錦葵夜蛾 (primrose moth) 和白線天蛾 (Hyles lineata) ——將這種植物作為幼蟲的食物資源。熊蜂和蜂蜜也經常造訪這些花朵。

## 用途
幾世紀以來，北美的原住民一直使用月見草作為食物和传统医学。
月見草在17世紀初被引入歐洲，作為植物園的觀賞植物，其花朵花蜜受蜜蜂等授粉者的喜愛，其種子則是鳥類的食物。

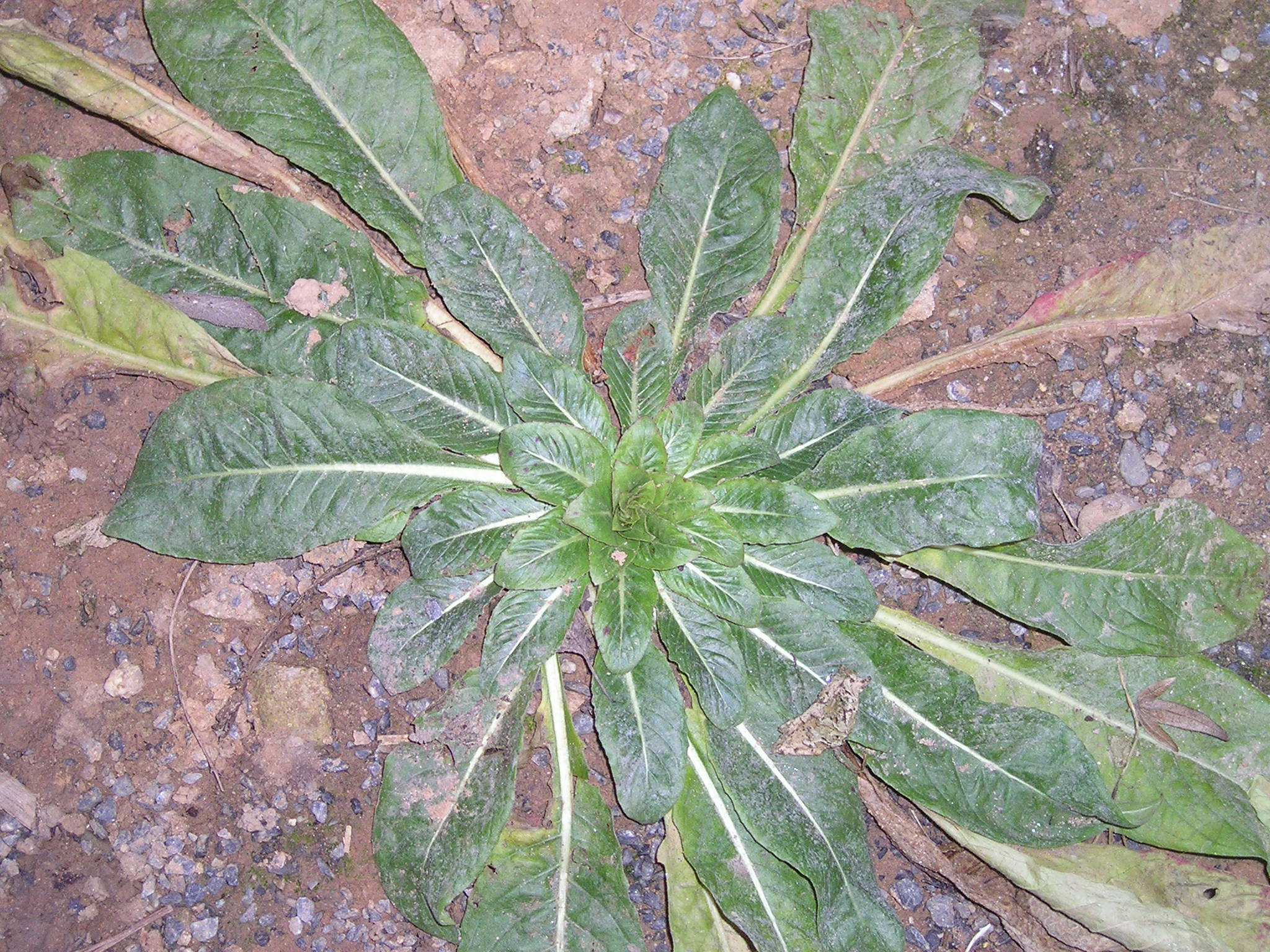
花型
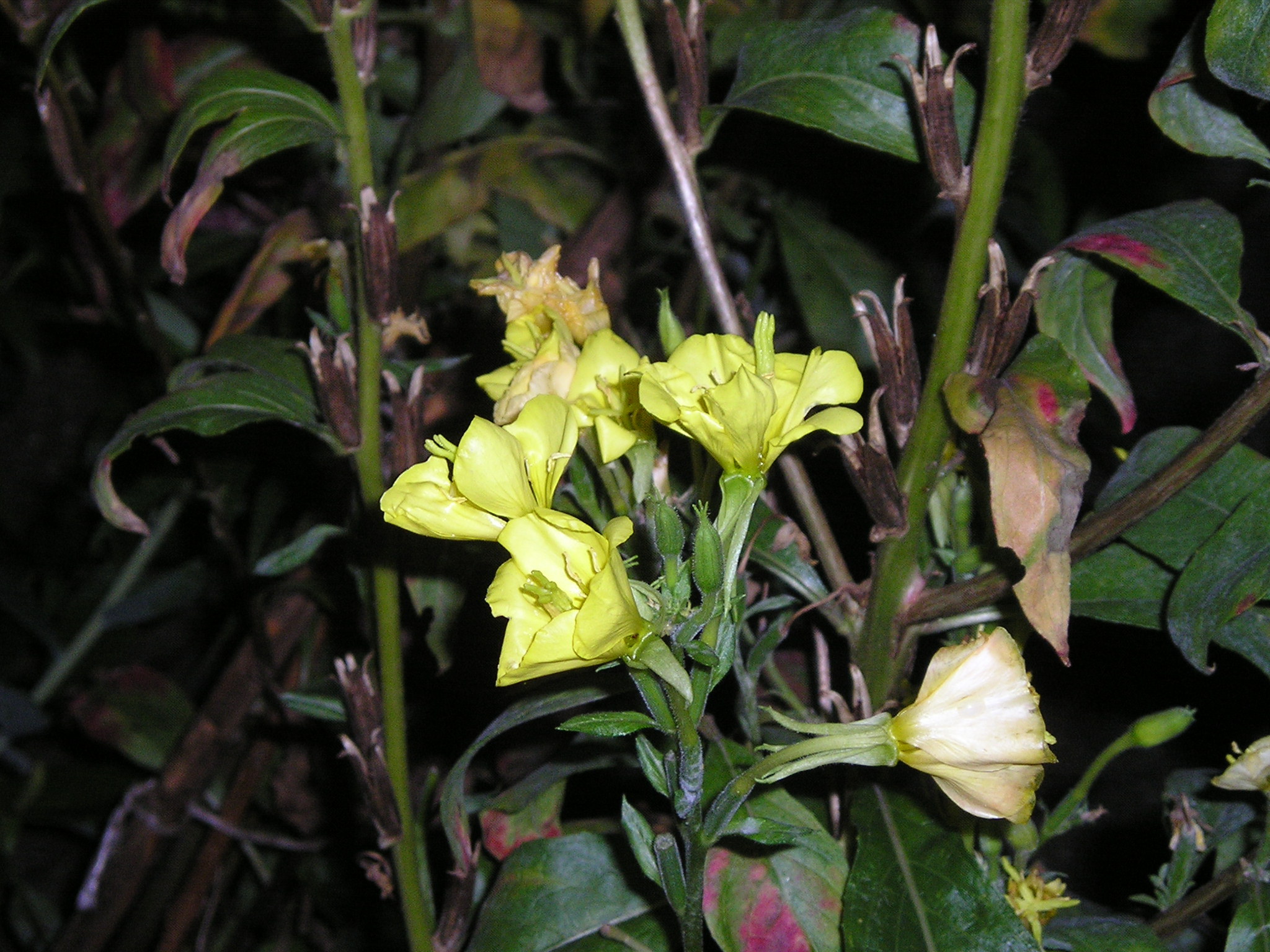
花与果实
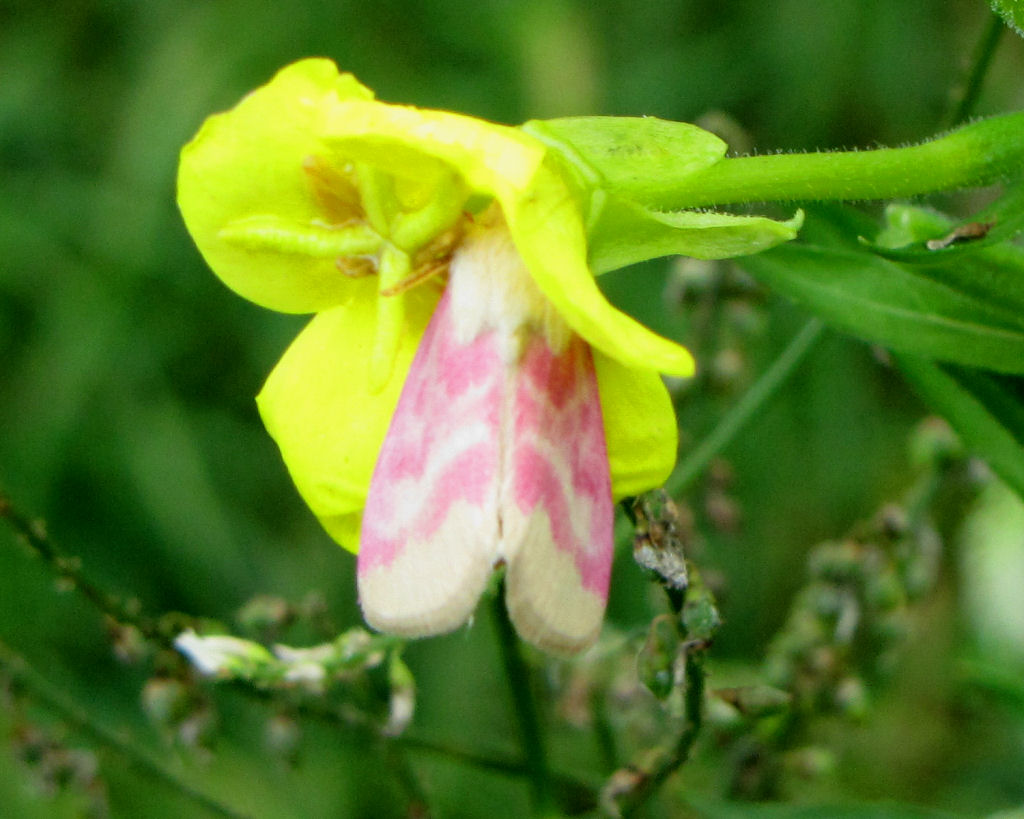
花中的蛾子
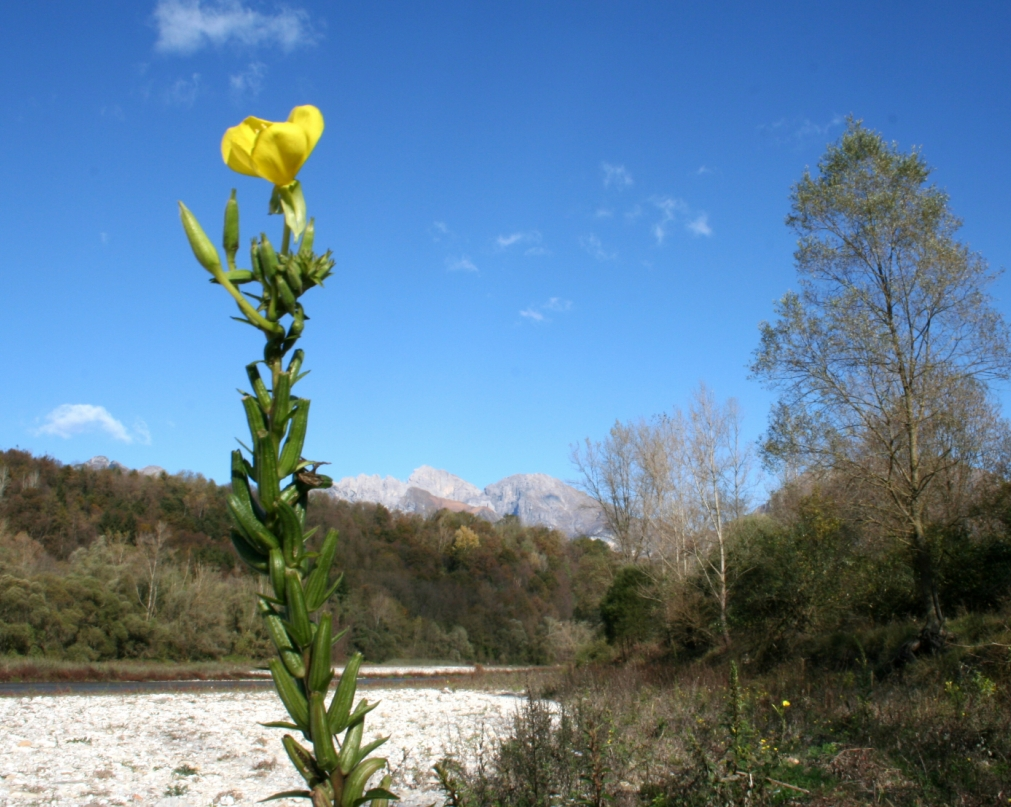
干燥阳光的栖生地

## 扩展阅读
- 維基物種上的相關：月见草